# 鱗頭犬牙南極魚
鱗頭犬牙南極魚為輻鰭魚綱鱸形目南極魚亞目南極魚科的其中一種，分布於南冰洋海域，棲息深度可達2200公尺，體長可達200公分，為深海魚類，生活習性不明，可做為食用魚。

## 擴展閱讀
維基物種上的相關：鱗頭犬牙南極魚